# Дуглас (Беліз)
Дуглас (англ. Douglas) — поселення на північному заході Белізу, в окрузі Ориндж-Волк, на північний захід від адміністративного центру краю.

## Розташування
Дуглас знаходиться на низовині Юкатанської платформи в серединній частині Белізу. Довкола села знаходяться кілька прісноводних озер та в стариці ріки велике озеро Сапоте Лагуна (Sapote Lagoon).. Місцевість навколо Дугласа рівнинна, помережена невеличкими річками та болотяними озерцями, а село стоїть
на березі головної водної артерії округу — повноводної річки Ріо-Ондо (Río Hondo).

## Населення
Населення за даними на 2010 рік становить 521 осіб. З етнічної точки зору, населення — це суміш: майя, метисів та креолів.
| Рік       | 2000 | 2010 |
| --------- | ---- | ---- |
| Населення | 533  | 521  |

## Клімат
Дуглас знаходиться у зоні тропічного мусонного клімату. Середньорічна температура становить +24 °C. Найспекотніший місяць квітень, коли середня температура становить +26 °C. Найхолодніший місяць січень, з середньою температурою +21 °С. Середньорічна кількість опадів становить 3261 міліметрів. Найбільше опадів випадає у жовтні, у середньому 404 мм опадів, самий сухий квітень, з 46 мм опадів.